# Estació d'Étaples-Le Touquet
L'estació d'Étaples-Le Touquet és una estació ferroviària situada al municipi francès d'Étaples i a prop de Le Touquet-Paris Plage (al departament del Pas de Calais).
Va inaugurar-se el 1847 per la Companyia del Ferrocarril d'Amiens cap a Boulogne i va ser represa per la Companyia dels Ferrocarrils del Nord el 1851 integrada més tard en la SNCF. És servida pels trens del TER Nord-Pas-de-Calais (de Boulogne-Ville a Arras i Lille-Flandres) i el TER Picardie (de Calais-Ville a Amiens). També hi passen Corails Intercités que fan el trajecte Boulogne-Ville - Paris-Nord i trens d'alta velocitat.
| Provinença     | Estació anterior | Línia                  | Estació següent       | Destinació     |
| -------------- | ---------------- | ---------------------- | --------------------- | -------------- |
| Boulogne-Ville | Boulogne-Ville   | TER Nord-Pas-de-Calais | Montreuil-sur-Mer     | Lille-Flandres |
| Boulogne-Ville | Boulogne-Ville   | TER Nord-Pas-de-Calais | Montreuil-sur-Mer     | Arras          |
| Calais-Ville   | Dannes-Camiers   | TER Nord-Pas-de-Calais | Rang-du-Fliers-Verton | Amiens         |